# Гробница Юлия II

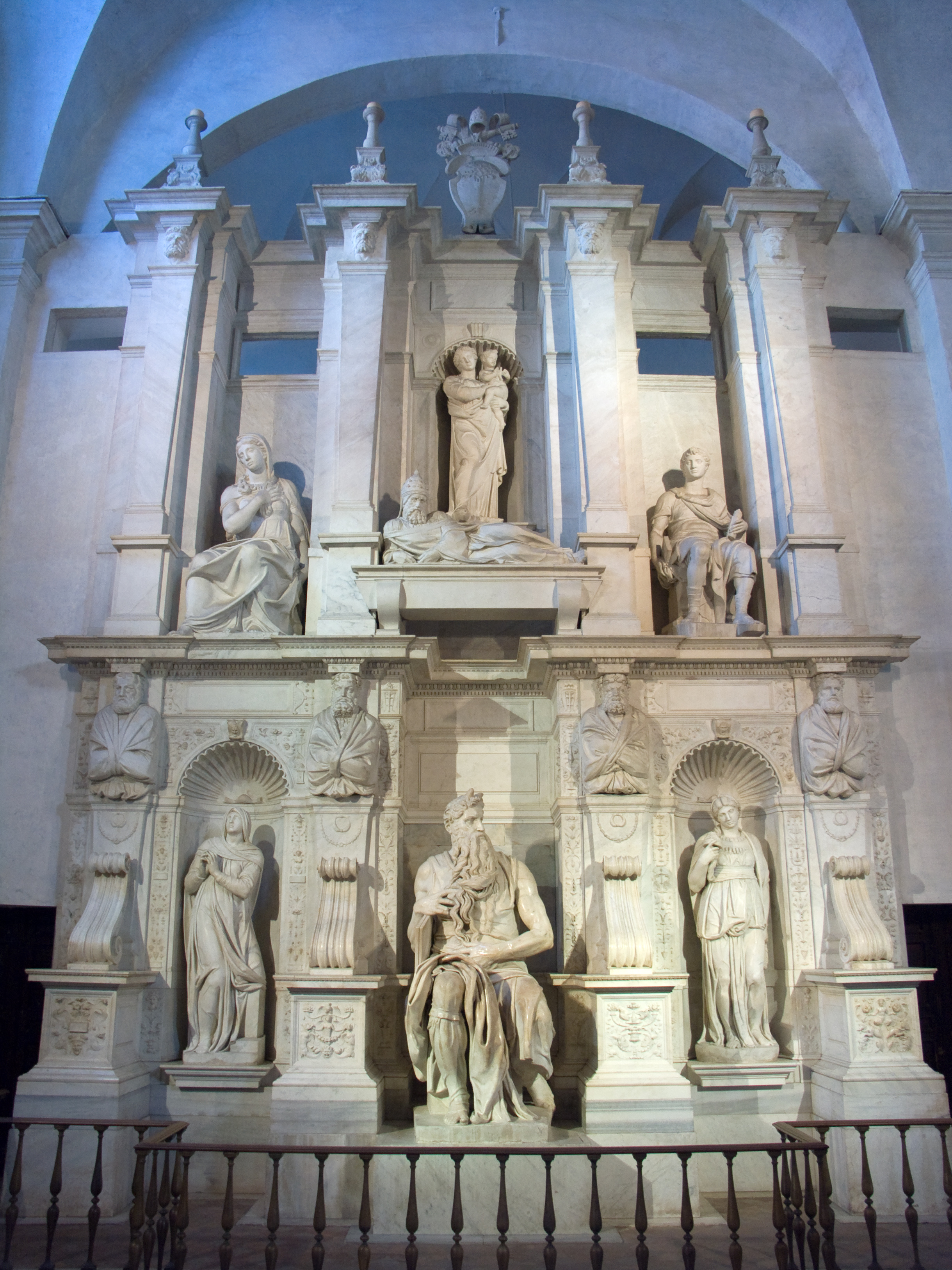
Макет неосуществлённой гробницы папы Юлия II. Церковь Сан-Пьетро-ин-Винколи, Рим

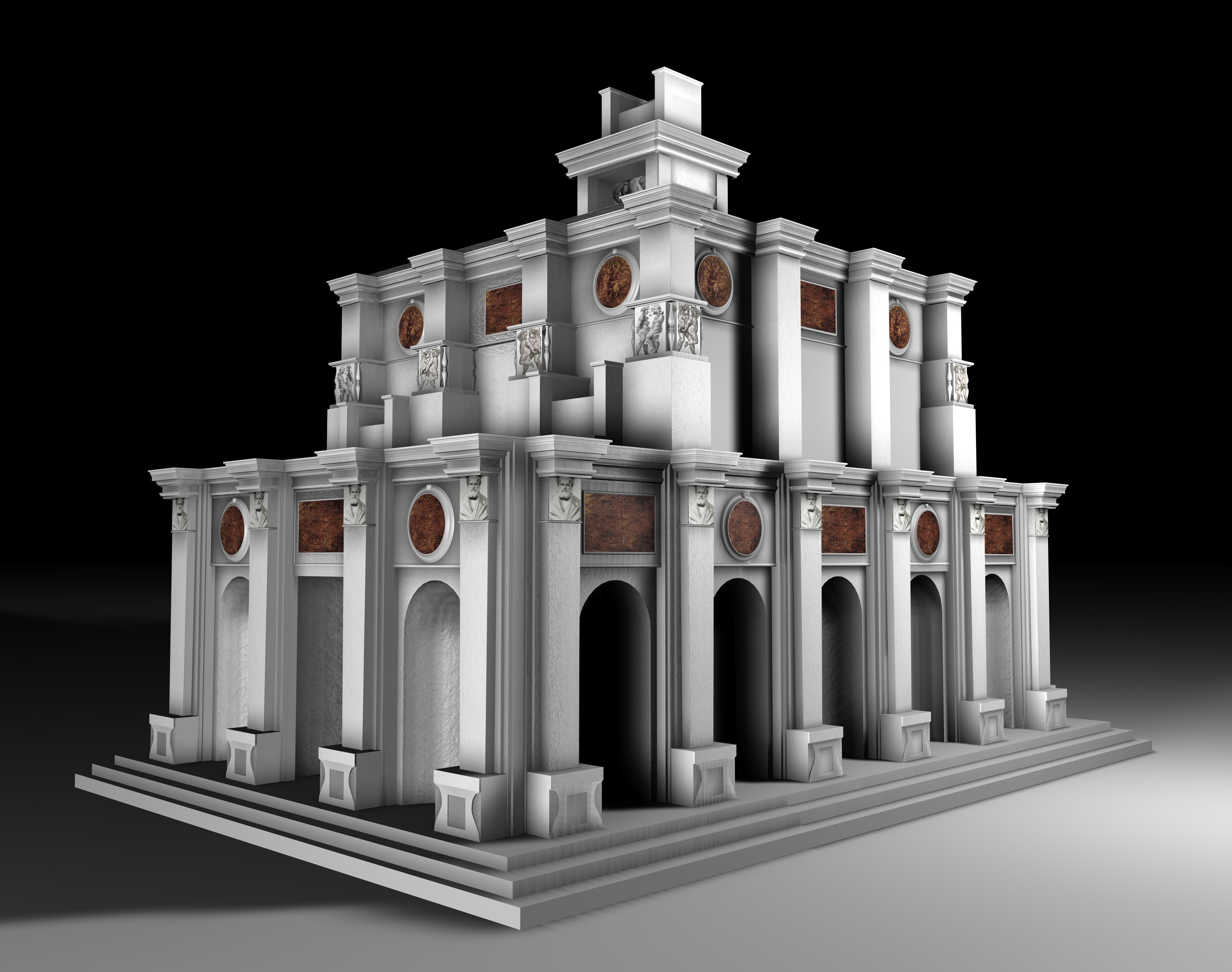
Гипотетическая реконструкция А. Маринаццо (2018) первого проекта (1505) гробницы Юлия II в соборе Святого Петра в Ватикане

Гробница папы Юлия II (итал. La tomba di Giulio II) — неосуществлённый проект надгробия папы римского Юлия II, предназначенного для установки в главном нефе собора Святого Петра в Ватикане.
Распространенной ошибкой является указание на то, что макет незавершённого надгробия, смонтированный в римской церкви Сан-Пьетро-ин-Винколи является местом захоронения папы. Юлий II скончался 21 февраля 1513 года в возрасте 69 лет от лихорадки и был похоронен в соборе Святого Петра. Его останки, вместе с прахом его дяди Сикста IV, позднее были осквернены во время разграбления Рима в 1527 году. Ныне они покоятся в Соборе Святого Петра в передней части памятника папе Клименту X. Церкви «Святого Петра в веригах» на Эсквилине покровительствовала семья Делла Ровере, из которой происходил папа Юлий, он был там титулярным кардиналом. Поэтому именно в этой церкви, в её правом трансепте, в 1545 году решили разместить часть скульптур несостоявшегося надгробия.

## История
В марте 1505 года, через два года после избрания папой, Юлий II пригласил скульптора и архитектора Микеланджело Буонарроти в Рим и поручил ему составить проект своей гробницы. Вероятно, об удивительных флорентийских успехах Микеланджело, включая скульптуру колоссального «Давида» папе рассказал Джулиано да Сангалло. Папа Юлий заинтересовался дарованием Микеланджело, официально пригласив его в Рим для работ в Ватикане. Уезжая, художник был вынужден прервать серию важных проектов, начатых во Флоренции.
Трагическую для художника историю подробно описал на основании сохранившихся документов Умберто Бальдини:

 Письма художника, по большей части горькие и полные муки, копии с утраченных рисунков… Свидетельства и описания, которые содержатся у Вазари и Кондиви, хотя и не всегда согласные между собою, рассказывают о том, что издавна было названо «трагедией надгробия». Она началась ещё при жизни папы, а при его наследниках, вплоть до 1545 года — трагедия самая горькая, исполненная опасностей, угроз судом, требованиями вернуть денежные задатки. Всё это тянулось сорок лет, подготавливались различные проекты, были выполнены одни произведения, начинались другие, пока гробница не получила тот облик, в каком мы видим её в Сан-Пьетро-ин-Винколи в Риме. Но это решение ничего не сохранило в себе, кроме одного лишь Моисея, от первых идей, от первого, куда более грандиозного замысла… Неудачным было уже начало. Поскольку после одобрения первого проекта, энтузиазм художника (который восемь месяцев провёл в Карраре, подбирая мрамор) был погашен переменою намерений папы"
Не умея сносить обиды и происки недругов, тщетно добиваясь аудиенции у папы, 18 апреля 1506 года Микеланджело покинул Рим (известно его высказывание: «Если бы я остался в Риме, то надгробие бы поставили мне, а не папе»). Папа в это время был занят проектами строительства собора Святого Петра и росписями Сикстинской капеллы. Только специальные посланники папы и последующая встреча с художником в Болонье вынудили Микеланджело продолжить работу.
Многие исследователи, в частности М. Дворжак, Р. Виттковер, Ш. де Тольнай, Г. Тоде, Дж. К. Арган, считали, что главной причиной трагической неудачи грандиозного проекта был сам замысел. «Памятник задумывался в качестве свободно отстоящего от стены, в нарушение раннехристианской традиции, открытого со всех сторон огромного архитектурно-скульптурного сооружения наподобие гигантских мавзолеев восточных сатрапов эллинистического периода. Если бы этот проект был осуществлён, то огромному киворию над гробницей Святого апостола Петра в интерьере собора пришлось бы потесниться, отступить на второй план перед надгробием одного из его преемников. Демонстрация личного апофеоза человека эпохи Возрождения на манер античного триумфа свидетельствовала о существенных изменениях в христианском мировоззрении… Честолюбие понтифика оказалось безмерным, и громада папского надгробия могла теперь поспорить с самим зданием церкви».
Всего известно шесть проектов гробницы, разработанных скульптором.

### Первый проект

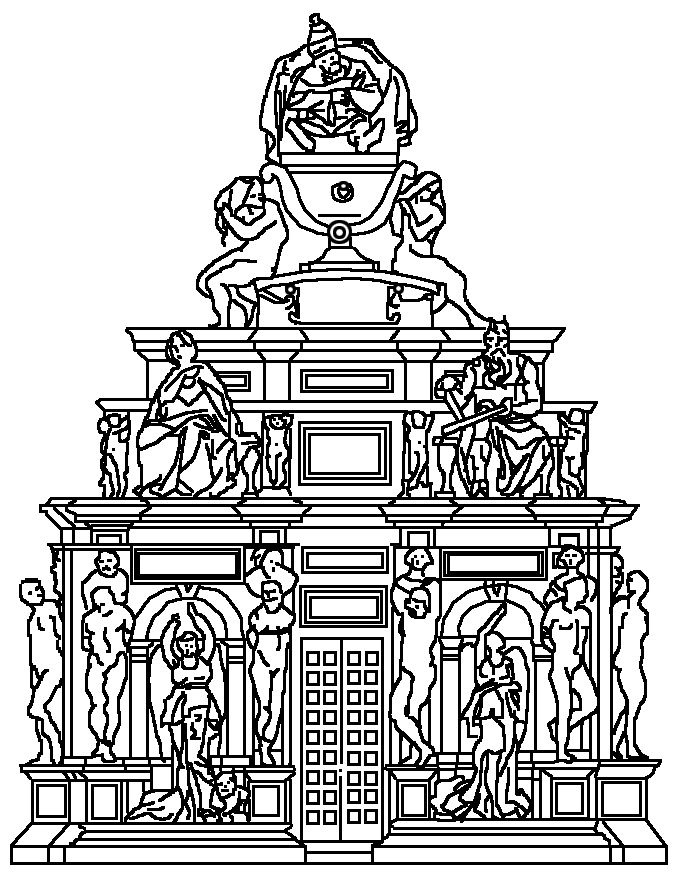
Реконструкция Ф. Руссоли (1952) первого проекта гробницы 1505 года

Первоначальный план не сохранился, но, как можно предполагать, папа Юлий II желал соорудить новый храм со своей гробницей по образцу усыпальницы французских королей в Сен-Дени. Эта гробница, как писал Р. Роллан: «(…) должна превзойти все мавзолеи Древнего Рима». Согласно первому проекту, прямоугольный в плане мавзолей 10,8 × 7,2 м должен был находиться в хоре главного нефа собора. Надгробие по реконструкции Ф. Руссоли и Дж. Роккетти имело бы три яруса, сужающихся кверху в виде пирамиды.
Снаружи гробницу окружали бы около сорока статуй. «Согласно идеям неоплатонической философии они были призваны символизировать восхождение человеческой души к небу. Статуи нижнего яруса воплощали триумф апостольской церкви над язычниками и еретиками». По свидетельству Асканио Кондиви, ученика и помощника Микеланджело, скованные фигуры «пленников» (итал. prigioni) — ныне они именуются «рабами» — должны были олицетворять свободные искусства. Компактностью силуэта эти статуи подчёркивали вертикальные пилястры, к которым они прислонялись спиной. В двух боковых нишах первого яруса предполагалось разместить статуи Побед, а в средней части —дверь, ведущую внутрь, в погребальную камеру, оформленную в виде капеллы. Второй ярус композиции воплощал идею торжества учения — Ветхого и Нового Завета. На переднем и заднем фасадах второго яруса Микеланджело предполагал установить фигуры пророка Моисея, Святого апостола Павла и две аллегорические статуи: «Жизнь деятельная» (направленная на процветание и прославление церкви) и «Жизнь созерцательная» (устремлённая к постижению Божественной истины и к духовному самосовершенствованию). Эти аллегории олицетворяли ветхозаветные персонажи Лия и Рахиль (в последующих, упрощённых вариантах эти статуи художник перенёс на первый ярус). Верхняя площадка надгробия символизировала достижение духовного успокоения, небесный мир, в котором душа, освобождённая от материальных оков, постигает истину. На площадке Микеланджело предполагал установить кенотаф — мраморный саркофаг с фигурой папы Юлия. На рисунках скульптора (во втором и третьем вариантах) видно, как художник, нарушая традицию, показывает усопшего не лежащим, как бы спящим, и даже не сидящим. Два ангела, по сообщению Вазари, «аллегорические фигуры Неба и Земли» опускают на ложе тело папы, по подобию композиции «Положение Христа во гроб». В последующих вариантах 1513, 1516 и 1532 годов над этой группой Микеланджело предполагал представить фигуру Мадонны с Младенцем.

### Второй проект

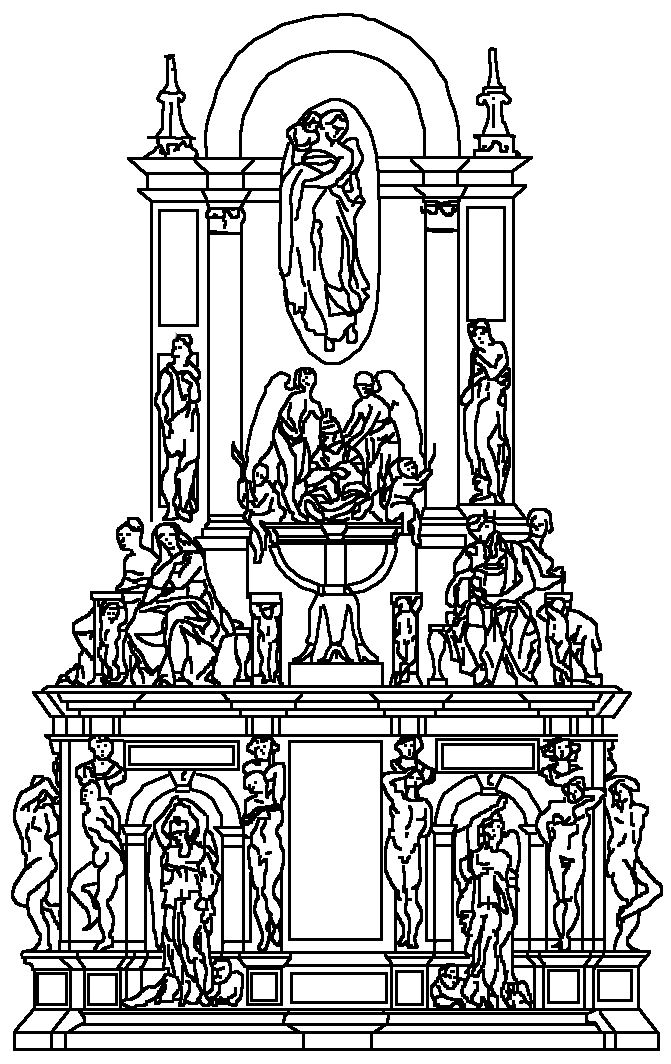
Реконструкция второго проекта гробницы 1513-го года Я. Роккетти

После смерти папы Юлия II 21 февраля 1513 года Микеланджело подписал с его наследниками 6 мая 1513 года договор на второй, значительно более скромный, проект гробницы. В 1513—1516 годах Микеланджело создавал фигуры двух рабов — «Восставший раб» и «Умирающий раб», и скульптуру Моисея. Рабы не вошли в окончательный вариант гробницы, и скульптор подарил их Роберто Строцци. Реконструкцию второго проекта разрабатывал Ш. де Тольнай (1954). Известен также вариант Ф. Харта (1968). Сохранилась копия Я. Роккетти с оригинального рисунка Микеланджело (Берлин, Гравюрный кабинет).

### Третий проект

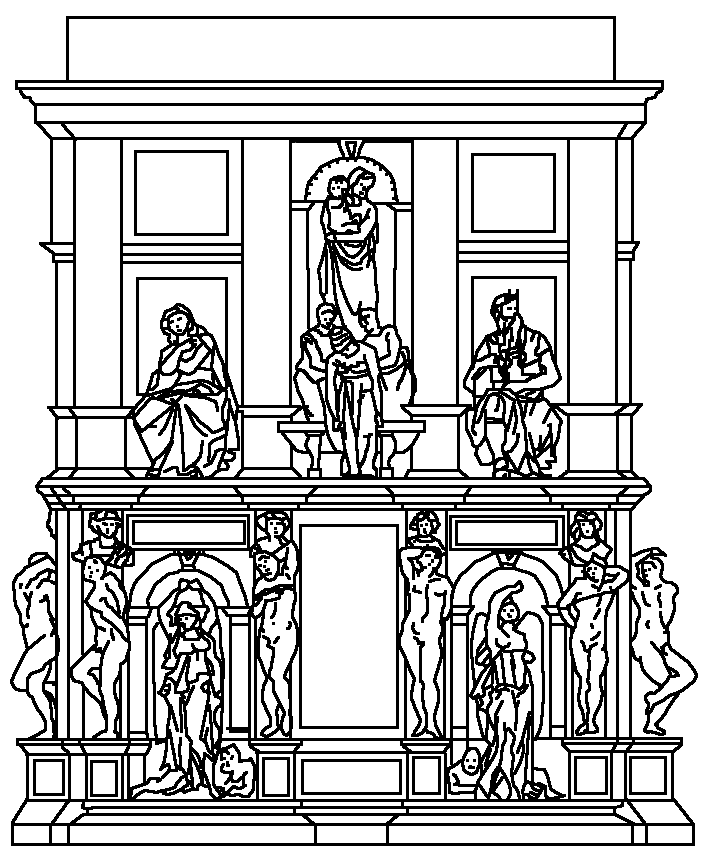
Вариант реконструкции 3-го проекта гробницы 1516-го года

8 июля 1516 года был подписан договор на третий проект гробницы. Этот план ещё более упрощал конструкцию — гробница стала узкой, в нишах должны были быть размещены не скульптурные группы, а отдельные фигуры. Верхний ярус, разделенный полуколоннами, предполагалось оформить четырьмя сидящими статуями, включая Моисея.

### Четвёртый проект
1525 годом датируется четвёртый проект гробницы Юлия II.
В окончательном варианте 1542 года гробница должна была иметь меньшие размеры, упразднялась погребальная камера и всё сооружение должно было быть придвинутым к стене. Таким образом она более не мыслилась отдельно стоящим монументом. «Этот перенос к стене привёл к тому, что статуи „столпились“, они все были перенесены на лицевую сторону»… и сооружение приняло вид «архитектонической конструкции фасадного типа, украшенной скульптурами». Наследники требовали возврата денег, выплаченных за гробницу вперёд, грозили художнику судом и четвёртый проект им не понравился. «Нового проекта мы не знаем, но, как предполагает Тольнаи, он представлял собой сведение предыдущих».

### Пятый проект

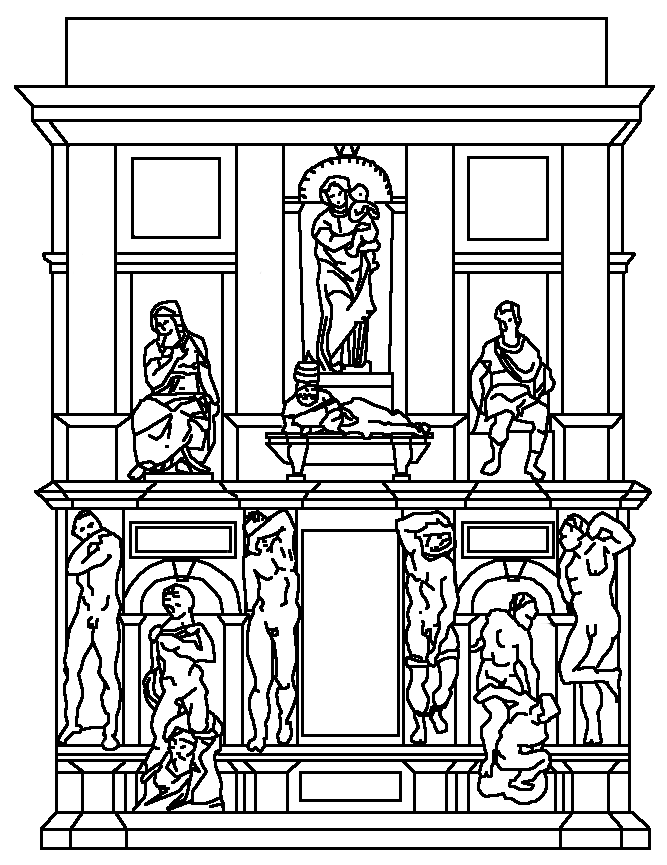
Реконструкция 5-го проекта гробницы 1532-го года

29 апреля 1532 года Микеланджело подписал новый контракт, по которому он обязался выполнить всю работу в течение трёх лет. Об этом пятом проекте известно только то, что новым местонахождением гробницы была названа базилика Сан-Пьетро-ин-Винколи, семейная церковь Делла Ровере. Оговаривалось также использование «всех предыдущих мраморов». Это заставляет предположить, что «всё снова возвратилось к версии, подобной варианту 1516 года, то есть к третьему проекту».
Под руководством Микеланджело работало много помощников, в том числе Доменико Фанчелли (ему приписывают фигуру Мадонны с Младенцем), Раффаэлло да Монтелупо и Томмазо Босколи. 20 августа 1545 года был заключен последний договор. «В своем нынешнем виде через сорок лет после многих неудач и непреодолимых препятствий небольшие фрагменты неосуществлённого проекта превратились в искусственно собранный монумент, вдвинутый в неподходящее, тесное для него пространство правого окончания трансепта церкви».

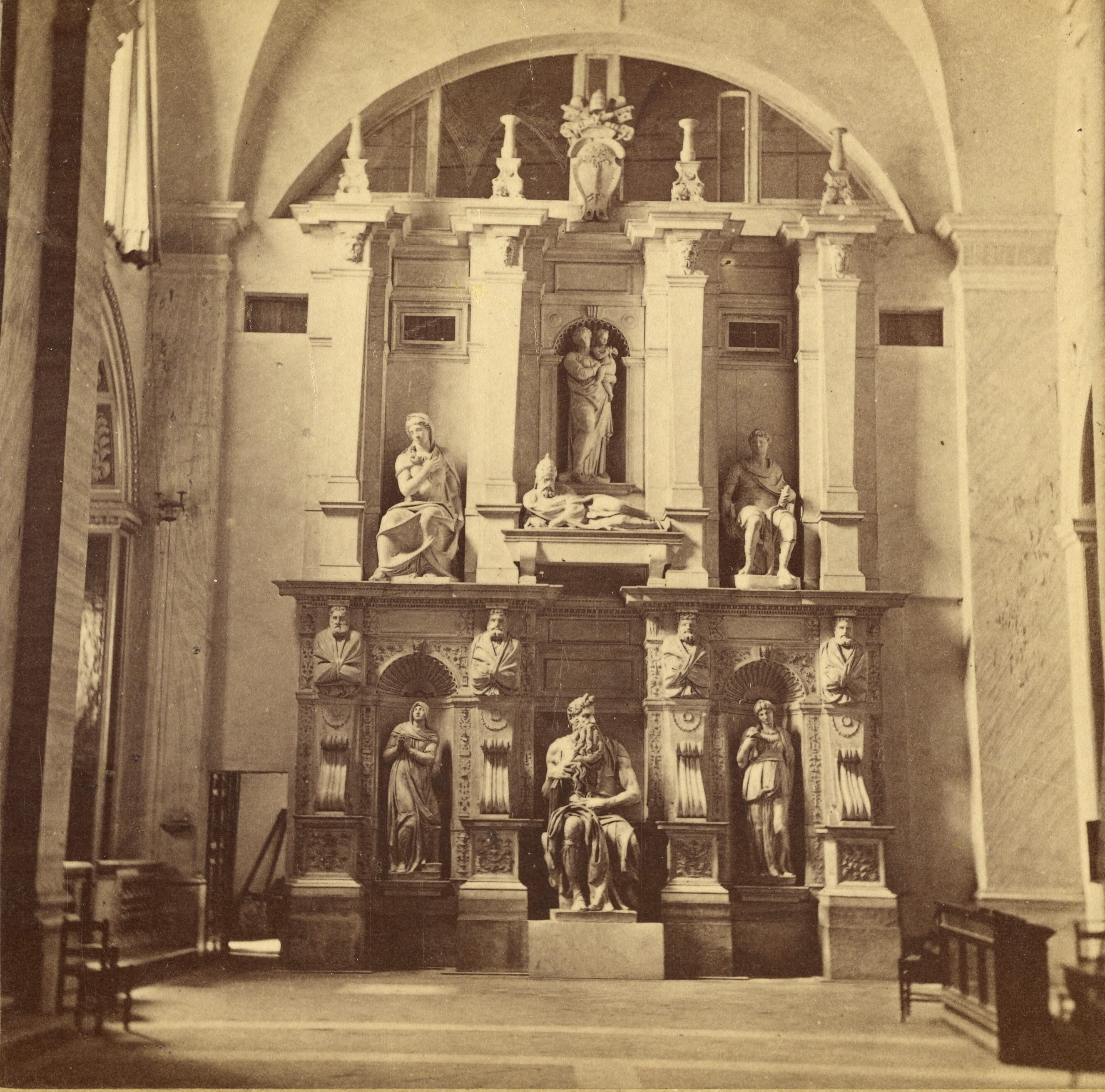
Фасад памятника в Сан-Пьетро-ин-Винколи в 1860-х годах

Микеланджело успел сделать только три статуи — Моисея, Рахили и Лии (последние две с помощниками). Центральной статуей проекта стал Моисей, которого М. Я. Либман назвал «в определённом смысле портретом, физическим и духовным, Юлия II». Статуя многое теряет от того, что находится внизу, а не на верхнем ярусе, как предполагал Микеланджело, тем не менее она производит сильное впечатление.
Над Моисеем, в верхнем ряду, поставлен мраморный саркофаг, а на нем — фигура папы Юлия II. По Вазари, эта статуя, как и саркофаг, была работой Томмазо Босколи, ученика Микеланджело. Однако, после проведенной реставрации, у исследователей появились сомнения относительно авторства Босколи. По мнению Кристофа Луитпольда Фроммеля (нем. Christoph Luitpold Frommel), профессора Института истории искусств Общества имени Макса Планка, тогдашнего директора библиотеки Герциана, значительная часть статуи Юлия II, если не вся, принадлежит руке Микеланджело.
В 2018 году закончилась длительная реставрация произведения Микеланджело. Обновлённая статуя Моисея теперь предстаёт в постоянно меняющемся освещении. Согласно замыслу итальянских реставраторов под руководством Марио Нанни, скульптура раскрывает неожиданные аспекты пластики под лучами светодиодных ламп и с помощью программного обеспечения, имитируя различные фазы света и цвета рассвета, дня, заката и сумерек, которые окрашивают статую в разные тона.

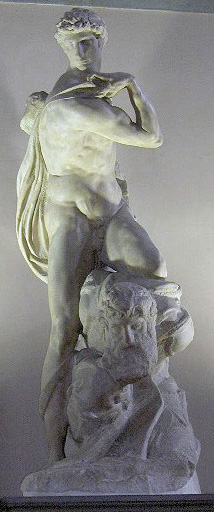
Дух победы
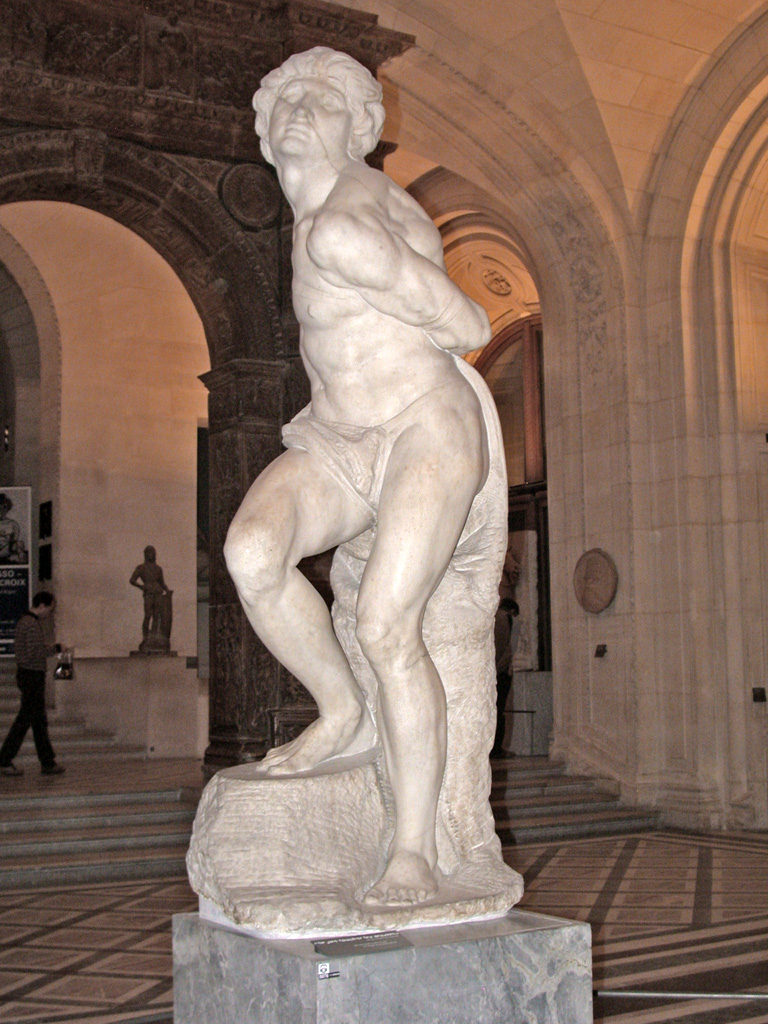
Восставший раб
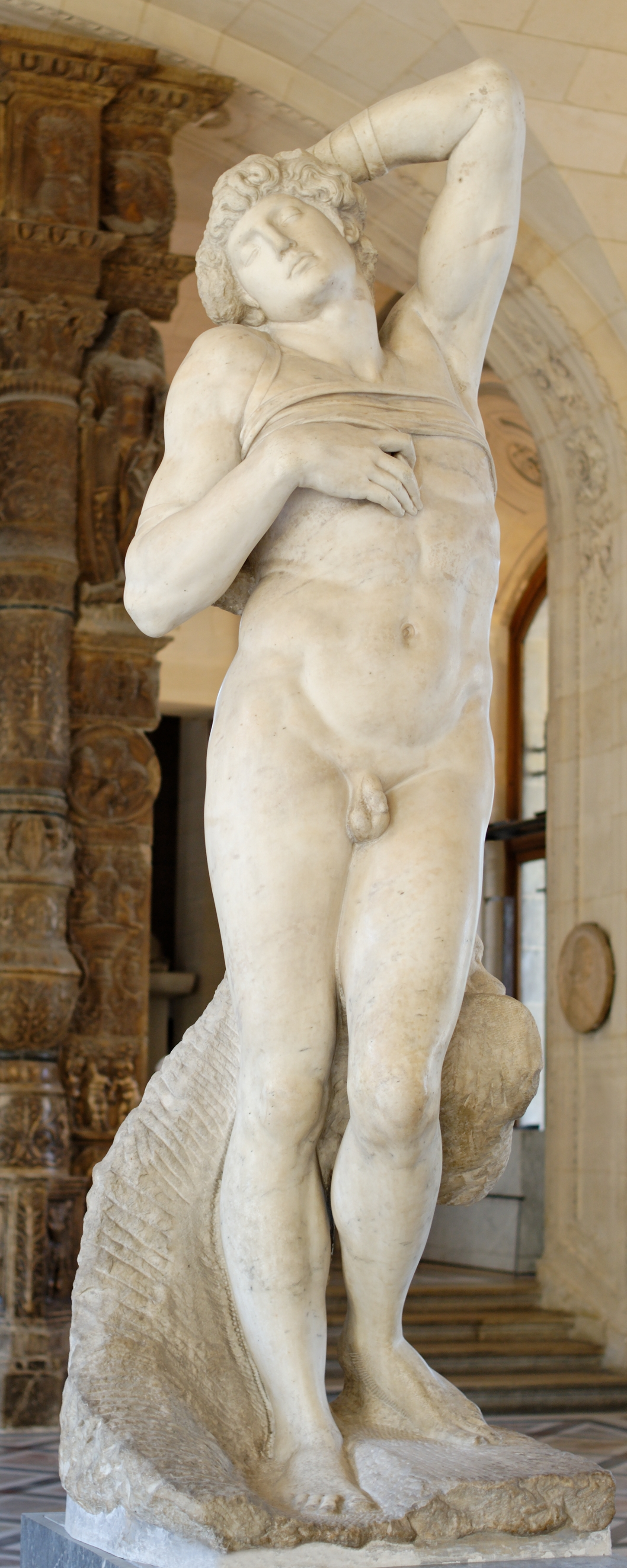
Умирающий раб
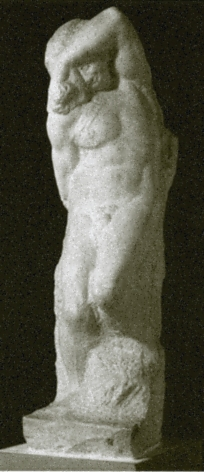
Молодой раб
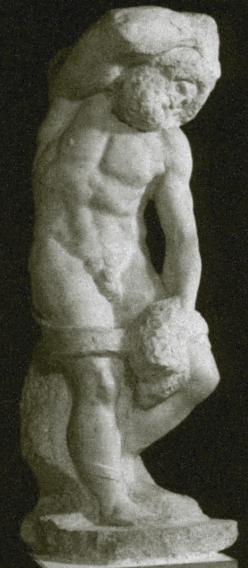
Бородатый раб
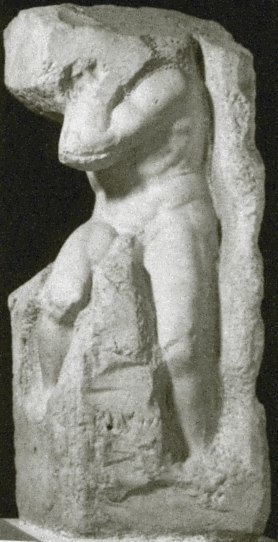
Атлант
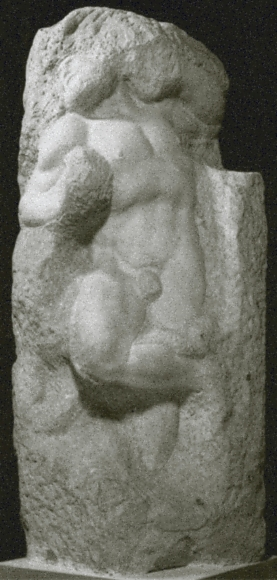
Пробуждающийся раб
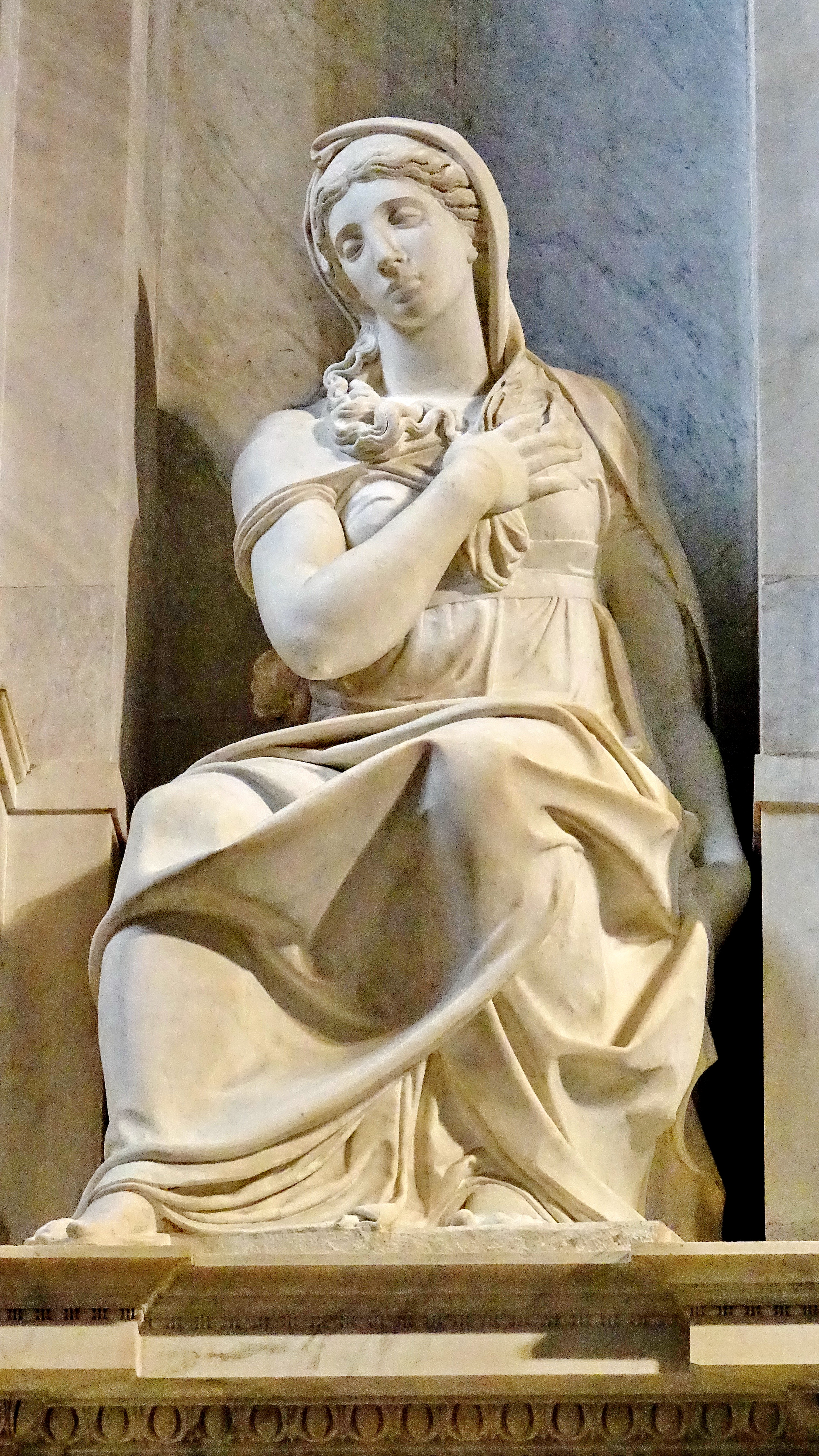
Рафаэлло да Монтелупо. Сивилла
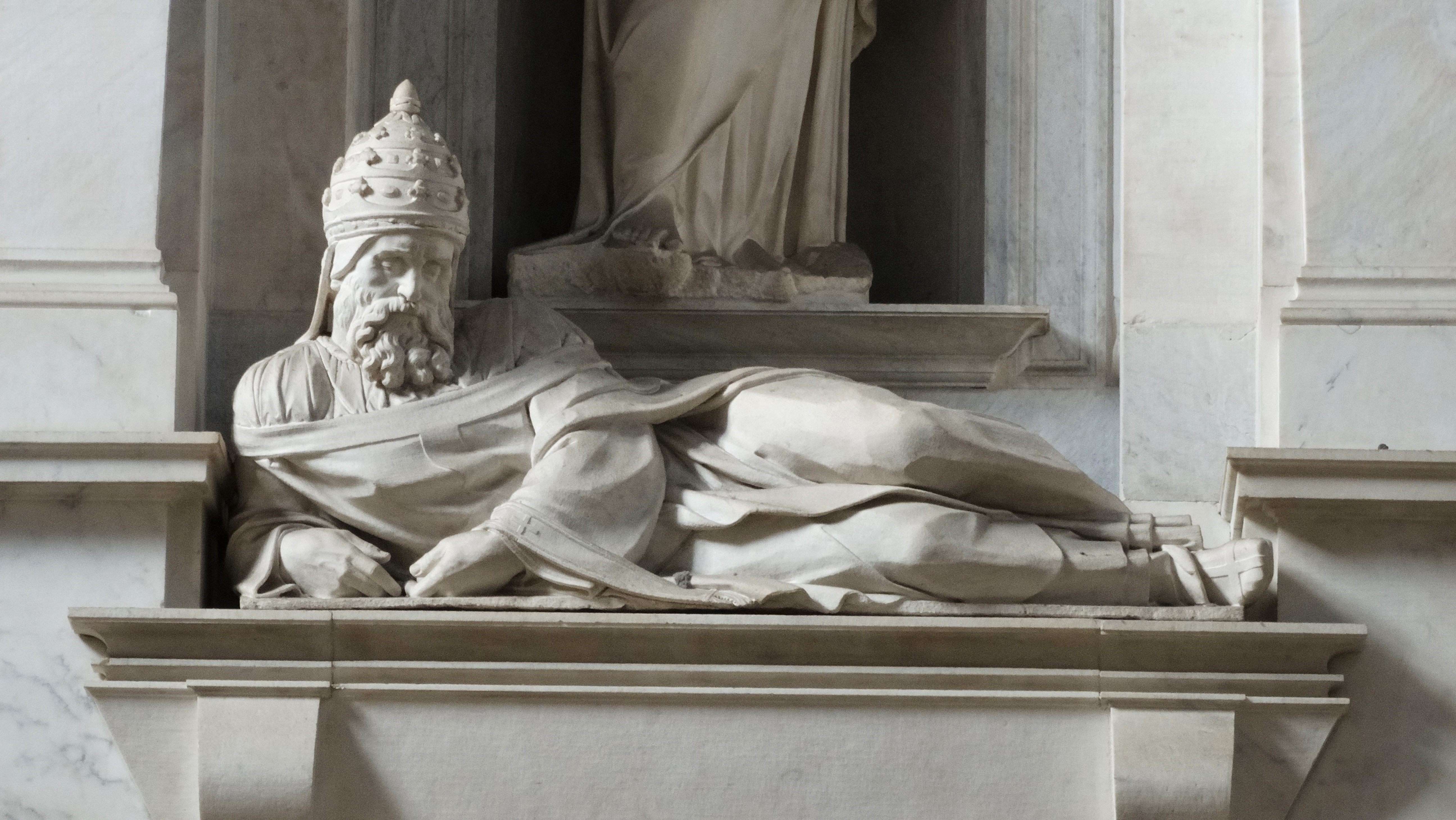
Томмазо Босколи(?). Юлий II
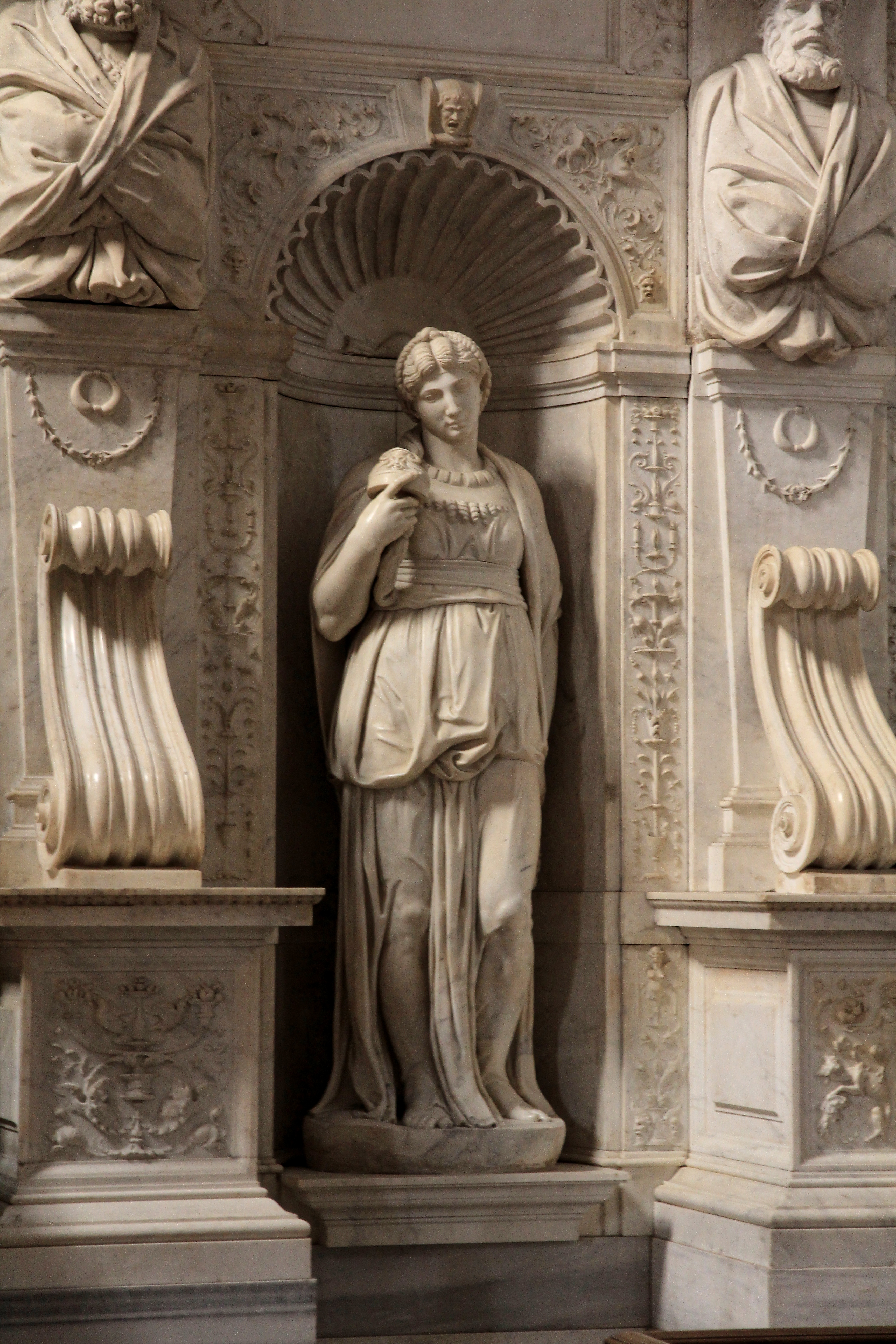
Лия («Жизнь деятельная»)
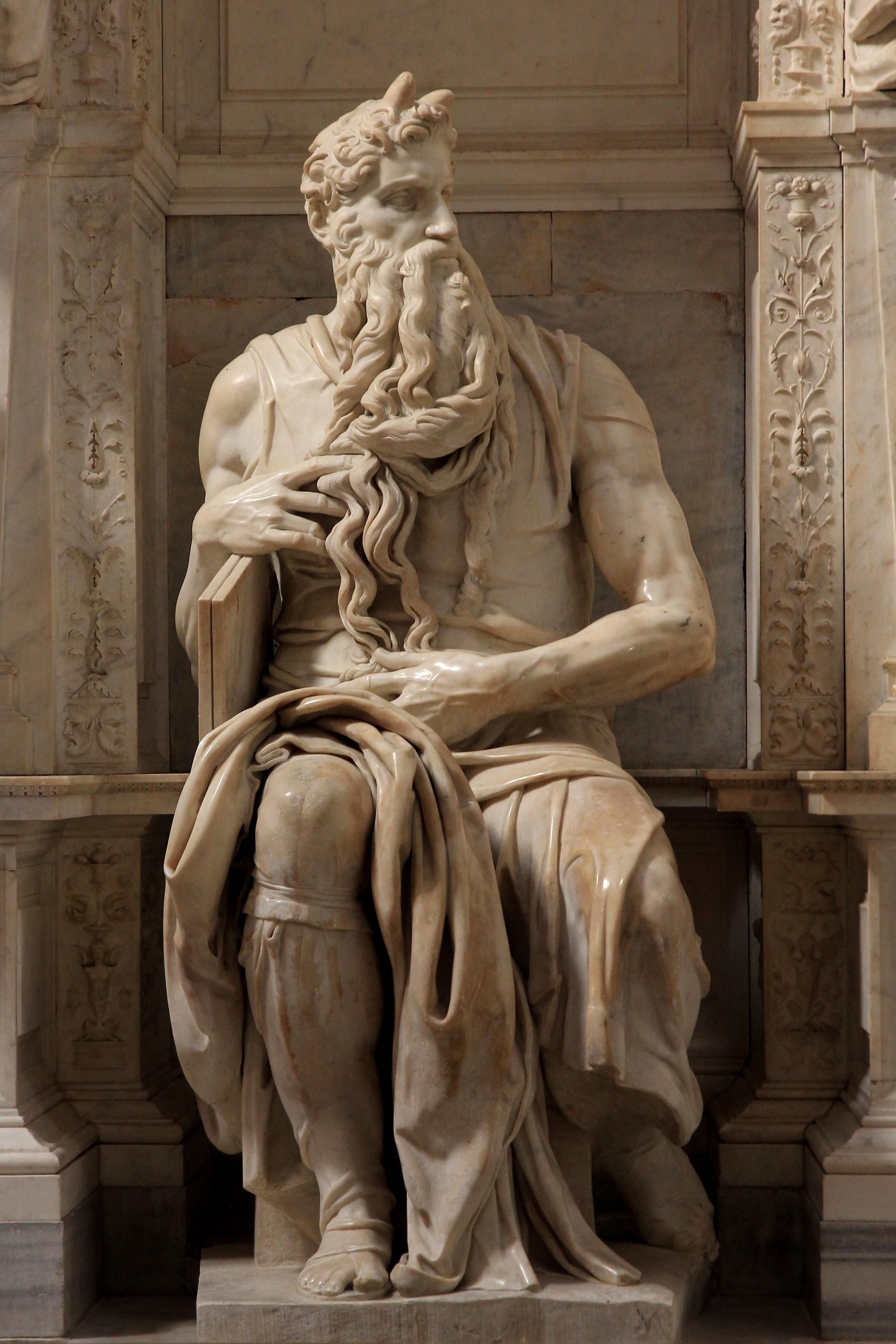
Моисей
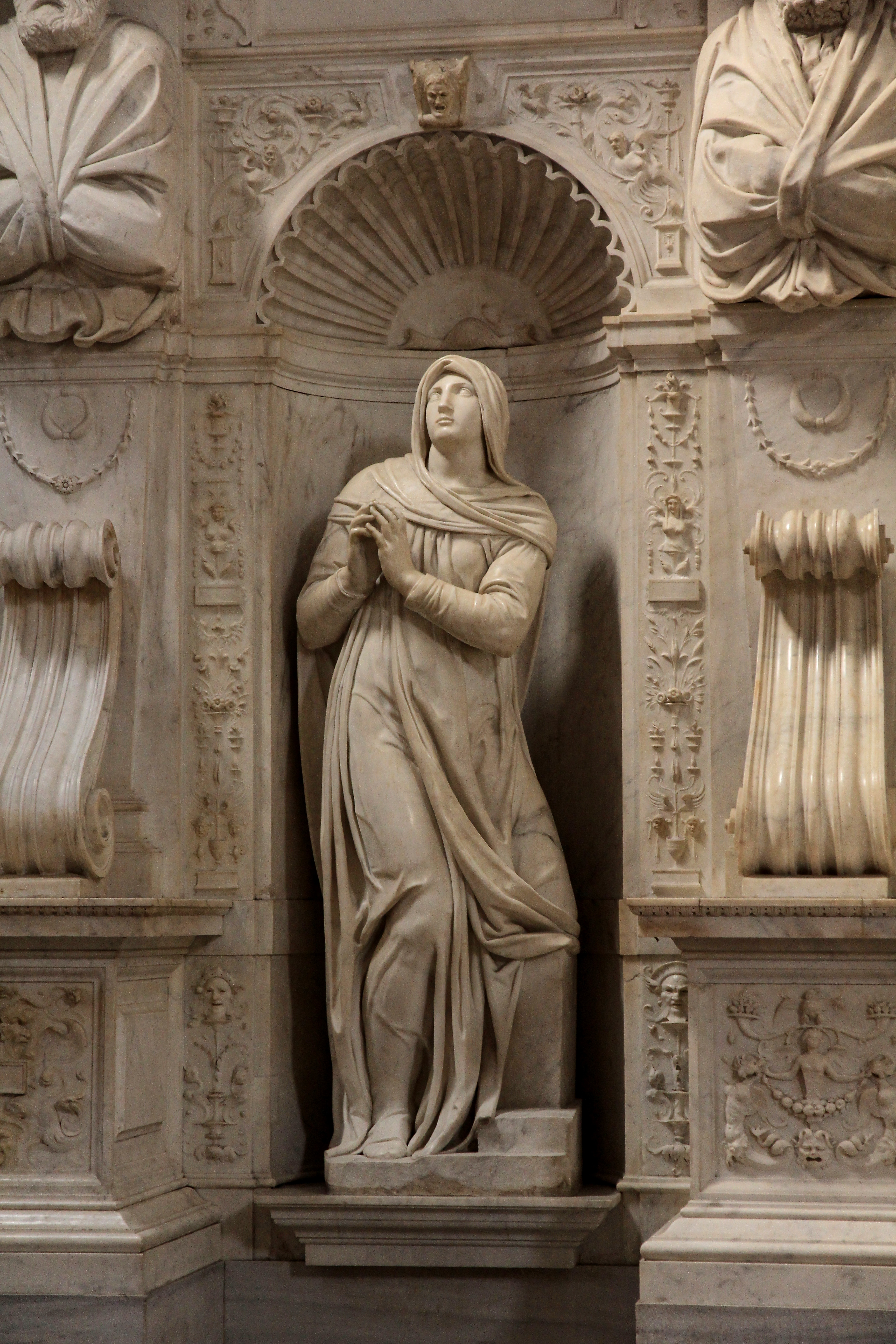
Рахиль («Жизнь созерцательная»)

## Критические оценки
А. Кондиви утверждал, что гробница была «трагедией» всей жизни Микеланджело, поскольку ему так и не удалось завершить её такой, какой она виделась ему сначала. По мнению В. Н. Лазарева

То, что мы видим в римской церкви Сан Пьетро ин Винколи, бесконечно далеко от первоначального замысла (…) архитектурная же композиция гробницы выглядит холодной и пустой.
 Уильям Уоллес отмечает, что: «(…) представлять, какой гробница могла бы быть — это отказываться видеть то, что Микеланджело удалось достичь».

## Использование образа гробницы в искусстве
В 2004 году вышел на экраны короткометражный фильм итальянского режиссёра Микеланджело Антониони «Взгляд Микеланджело» (итал. Lo sguardo di Michelangelo), где были показаны статуи гробницы папы Юлия II[б].

## Комментарии
а. ^ Другой вариант имени — Мазо даль Боско (итал. Maso del Bosco).
б. ^ Этот фильм получил награду ФИПРЕССИ на международном кинофестивале в Вальядолиде.